# Karol Zawadzki
Karol Zawadzki herbu Janina – podwojewodzi lelowski w 1686 roku, sędzia żydowski lelowski.